# Imposters
Imposters (englisch ‚Hochstapler‘) ist eine US-amerikanische schwarze Comedy-Fernsehserie von Adam Brooks und Paul Adelstein, die der Kabelsender Bravo von 2017 bis 2018 zeigte. Die deutsche Ausstrahlung folgte 2018 im Free-TV auf VOX. Die insgesamt 20 Folgen der Kabelserie handeln von einer Heiratsschwindlerin und drei ihrer Opfer, die sich rächen wollen und dabei selbst Trickbetrüger werden. Thematisch kreist die Serie um Identität, Vertrauen und Liebe. Die Kritik nahm Imposters positiv auf, besonderes Lob erhielt die Hauptdarstellerin Inbar Lavi. Die Serie hatte jedoch mit schwachen Einschaltquoten zu kämpfen und wurde nach zwei Staffeln eingestellt.

## Handlung
Maddie ist eine Trickbetrügerin, die mit ihren beiden Komplizen Max und Sally Beute in Millionenhöhe macht. Mit Heiratsschwindel betrügt sie Männer wie Frauen. Die Aufträge erhält dabei Max von dem mysteriösen „Doktor“, der die Opfer auswählt und den Großteil der Beute erhält. Mit Ezra, Richard und Jules verbünden sich jedoch drei ihrer Opfer, um Maddie aufzuspüren und sich zu rächen. Dabei finden sie selbst Gefallen am Trickbetrug. Währenddessen trifft Maddie auf Patrick, einen charmanten Millionär, in den sie sich verliebt. Ihre Gefühle gefährden die Mission, bei der sie den Bankier Gary Heller ausnehmen soll, der sie anwidert. Daher schickt der Doktor seine eiskalte Handlangerin Lenny Cohen, um sie wieder auf Kurs zu bringen. Gleichzeitig findet Max heraus, dass Heller den Doktor betrügt, was die Lage weiter eskalieren lässt. Als Heller stirbt, will Sally mit seinem Geld fliehen, doch Max vereitelt ihren Fluchtplan und übergibt sie an Lenny Cohen.
Ezra, Richard und Jules gelingt es schließlich, Maddie in Seattle aufzuspüren. Dabei erfahren sie, dass Patrick undercover für das FBI arbeitet. Gemeinsam mit Maddie und Max planen sie einen riskanten Coup: Bei einer Hochzeit wollen sie einen wertvollen Diamantring stehlen und sowohl das FBI als auch den Doktor täuschen. Während das FBI glaubt, den Doktor in eine Falle zu locken, gelingt es Maddie, Max und dem Trio, Patrick und das FBI zu überlisten. Max und Maddie wollen das Trio zunächst hintergehen, doch Maddie verrät Max als Rache für seinen Verrat von Sally. Ezra kann den Ring heimlich an sich nehmen. Am Ende setzt der Doktor Lenny Cohen auf die Beteiligten an.
Richard, Jules und Ezra fliehen nach Mexiko, nachdem der Verkauf des gestohlenen Rings schiefgeht. Ezra beginnt, in die Welt des Trickbetrugs einzutauchen, was seine Freunde zunehmend besorgt. Maddie versucht, ein ruhiges Leben zu führen, wird jedoch von ihrer Vergangenheit eingeholt. Das Trio muss persönliche Konflikte klären und schmiedet einen gemeinsamen Plan, um den Doktor zu Fall zu bringen.
Für eine ausführliche Handlung siehe Abschnitt Episodenliste.

## Besetzung und Synchronisation

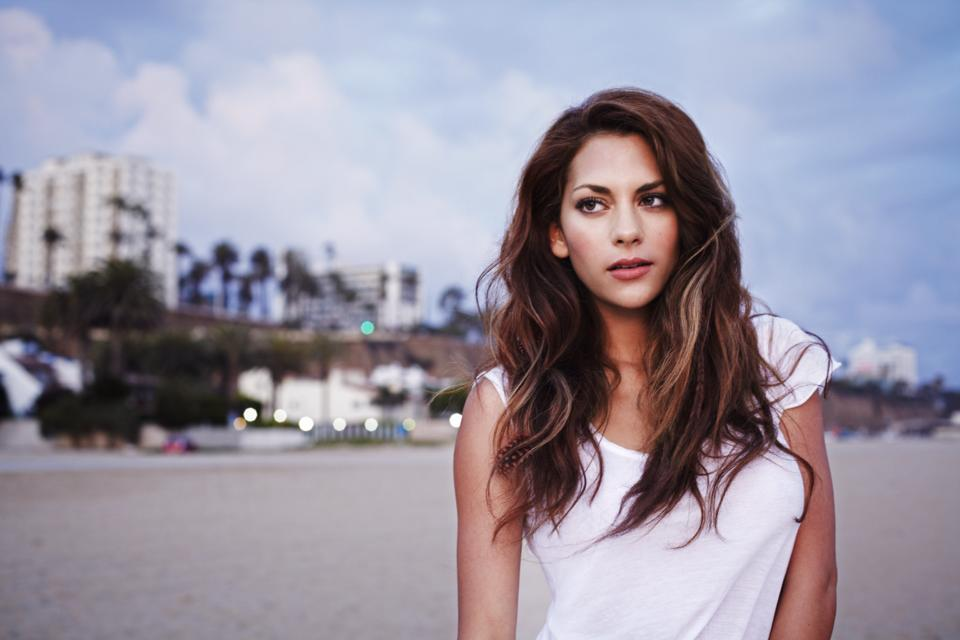
Hauptdarstellerin Inbar Lavi (2013)

Die deutsche Bearbeitung der Serie wurde in Berlin von Arena Synchron im Auftrag der RTL Group durchgeführt. Übersetzung und Dialogbuch der Synchronisation stammen von Tina Bartel, die Dialogregie führte Kathrin Neusser.
| Figur                                              | Darsteller                                         | Deutscher Sprecher                                 | Folgen                                             |
| Hauptdarsteller nach der Reihenfolge ihrer Credits | Hauptdarsteller nach der Reihenfolge ihrer Credits | Hauptdarsteller nach der Reihenfolge ihrer Credits | Hauptdarsteller nach der Reihenfolge ihrer Credits |
| -------------------------------------------------- | -------------------------------------------------- | -------------------------------------------------- | -------------------------------------------------- |
| Maddie Jonson                                      | Inbar Lavi                                         | Marie Bierstedt                                    | 20                                                 |
| Ezra Bloom                                         | Rob Heaps                                          | Ozan Ünal                                          | 20                                                 |
| Richard Evans                                      | Parker Young                                       | Nico Sablik                                        | 20                                                 |
| Jules Langmore                                     | Marianne Rendón                                    | Lara Trautmann                                     | 19                                                 |
| Patrick                                            | Stephen Bishop                                     | Oliver Feld                                        | 18                                                 |
| Sally                                              | Katherine LaNasa                                   | Peggy Sander                                       | 14                                                 |
| Max                                                | Brian Benben                                       | Frank Röth                                         | 20                                                 |
| Nebendarsteller mit mehr als drei Auftritten       |                                                    |                                                    |                                                    |
| Doktor                                             | Ray Proscia                                        | Dirc Simpson                                       | 11                                                 |
| Colleen                                            | Denise Dowse                                       | Sabina Trooger                                     | 10                                                 |
| Josh Bloom                                         | Adam Korson                                        | Marius Clarén                                      | 07                                                 |
| Lenny Cohen                                        | Uma Thurman                                        | Petra Barthel                                      | 06                                                 |
| Rosa / Sophia (St. 2)                              | Laura Archbold                                     | Sarah Méndez García                                | 06                                                 |
| Arthur Bloom                                       | Mark Harelik                                       | Bodo Wolf                                          | 06                                                 |
| Margaret Jonson                                    | Mel Harris                                         | Katarina Tomaschewsky                              | 06                                                 |
| Marsha Bloom                                       | Mary Kay Place                                     | Karin David                                        | 06                                                 |
| Gina (St. 1)                                       | Chastity Dotson                                    | Katrin Zimmermann                                  | 06                                                 |
| Gary Heller (St. 1)                                | Aaron Douglas                                      | Florian Halm                                       | 05                                                 |
| Poppy Langmore (St. 2)                             | Rachel Skarsten                                    | Uschi Hugo                                         | 04                                                 |
| Shelly Cohen (St. 2)                               | Paul Adelstein                                     | Frank Schaff                                       | 04                                                 |
| Arlen Jonson                                       | Richard Gilliland                                  | Kaspar Eichel                                      | 04                                                 |

Anmerkung
1. ↑  Katherine LaNasa wurde in der ersten Staffel als Nebendarstellerin und in der zweiten Staffel als Hauptdarstellerin geführt.

## Produktion

### Entwicklung
Am 27. April 2015 gab Bravo die Entwicklung der Serie unter dem Arbeitstitel My So Called Wife bekannt. Der Sender hatte damals erst eine fiktionale Fernsehserie im Programm, wollte diese Sparte erweitern und nutzte die Gelegenheit, Paul Adelstein und Adam Brooks als Showrunner zu verpflichten, mit denen sie bereits an Girlfriends’ Guide to Divorce arbeiteten. Bravo Media gab am 22. September 2015 grünes Licht für die Produktion des Pilots durch Universal Cable Productions.
Am 28. Oktober 2015 wurde Inbar Lavi als Hauptdarstellerin bekannt gegeben. Parker Young und Stephen Bishop wurden im November verpflichtet. Am 16. November wurde der Brite Rob Heaps als männlicher Hauptdarsteller angekündigt. Eine Woche später gab Bravo die weitere Besetzung des Pilots bekannt, darunter Brian Benben und Katherine LaNasa. Der Pilot wurde vom 2. bis 18. Dezember 2015 in Vancouver gedreht. Der Pilot hatte seine Premiere im Oktober 2016 auf der MIPCOM in Cannes.

### Erste Staffel
Am 24. März 2016 bestellte Bravo die erste Staffel der Serie mit zehn Folgen. Die verbleibenden neun Episoden der ersten Staffel wurden vom 29. August bis zum 28. November 2016 in Vancouver und weiteren Teilen British Columbias gedreht. Einzelne Szenen wurden in New York aufgenommen. Während des Drehs der zweiten Folge stieß Marianne Rendón als Jules Langmore am 1. September 2016 zur Hauptbesetzung. Eine weitere tragende Rolle der ersten Staffel spielte Aaron Douglas. Am 21. September 2016 wurde bekannt gegeben, dass Uma Thurman einen Handlungsstrang über mehrere Episoden als Lenny Cohen, eine mysteriöse, wortgewandte und tödliche Problemlöserin, übernimmt. Thurman war bereits seit ihrer Teenagerzeit in New York mit dem Showrunner Adam Brooks befreundet, die Rolle der Lenny Cohen schrieb Brooks daher direkt für sie.
Einen Tag nach Ende der Dreharbeiten gab Bravo den Titel der Serie, Imposters, und das Ausstrahlungsdatum bekannt. Die erste Staffel wurde in den Vereinigten Staaten vom 7. Februar bis zum 11. April 2017 gesendet.

### Zweite Staffel
Wenige Tage nach der Ausstrahlung des ersten Staffel-Finales verlängerte Bravo die Serie um eine weitere Staffel mit zehn Folgen. Die Dreharbeiten wurden von Vancouver nach Toronto (Ontario) verlegt, wo vom 28. August bis zum 1. Dezember 2017 gefilmt wurde. Daraufhin wurden Teile der Handlung mit Rob Heaps, Parker Young und Marianne Rendón bis zum 17. Dezember 2017 in Mexiko am Schauplatz gedreht. Dort gab es wenig Proben, es wurde spontaner gedreht und nur mit tragbarer Kamera gearbeitet. Weitere Teile wurden an den Niagarafällen abgedreht.
Die Rückkehr Uma Thurmans wurde am 3. Oktober bekannt gegeben. Eine Woche später wurde angekündigt, dass Rachel Skarsten in der zweiten Staffel eine wiederkehrende, tragende Rolle als Poppy Langmore, Jules Schwester, innehat. Am 16. Oktober folgte die Bekanntgabe, dass Paul Adelstein, einer der Showrunner, als Shelly Cohen, Ex-Mann von Lenny Cohen, vor die Kamera tritt. Laura Archbold übernahm als Rosa eine weitere wichtige Rolle.
Die Ausstrahlung der zweiten Staffel erfolgte vom 5. April bis zum 7. Juni 2018.

### Absetzung
Noch während der Ausstrahlung, am 1. Juni 2018, wurde die Serie abgesetzt. Da die Serie dank Netflix-Deal und starken internationalen Verkäufen für Universal Cable Productions profitabel war, führte das Produktionsunternehmen daraufhin Gespräche mit Netflix, diese lehnten eine mögliche Verlängerung jedoch letztlich ab. Die letzte verbliebene Serie des Senders Girlfriends’ Guide to Divorce endete ebenfalls 2018. Die Einstellung von Imposters deutete laut The Hollywood Reporter eine Neuausrichtung in Bravos fiktiver Sparte an, hin zu größeren und mutigeren Projekten, welche die überladene Fernsehlandschaft durchschneiden können. Alleinige fiktive Serie von Bravo war daraufhin die Anthologie-Serie Dirty John mit den Stars Connie Britton und Eric Bana.

## Ausstrahlung

### Sendeinformationen

#### Vereinigte Staaten
| #  | Folgen | USA          | USA           | Deutschland    | Deutschland  |
| #  | Folgen | Premiere     | Finale        | Premiere       | Finale       |
| -- | ------ | ------------ | ------------- | -------------- | ------------ |
| 1  | 10     | 7. Feb. 2017 | 11. Apr. 2017 | 25. April 2018 | 23. Mai 2018 |
| 2  | 10     | 5. Apr. 2018 | 7. Juni 2018  | 14. Nov 2018   | 5. Dez. 2018 |
| 1. |        |              |               |                |              |

Die erste Staffel von Imposters wurde in den USA vom 7. Februar bis zum 11. April 2017 wöchentlich am Dienstag um 22 Uhr zur Primetime auf dem Kabelsender Bravo ausgestrahlt. Ab dem 7. Februar 2018 war die erste Staffel in den USA auf Netflix zu sehen. Die Serie wies dort bessere Zuschauerzahlen auf, als bei Bravo. Die zweite Staffel wurde vom 5. April bis zum 7. Juni 2018, diesmal donnerstags, um 22 Uhr, ausgestrahlt.

#### Deutschland
Im Juni 2017 sicherte sich VOX die Rechte an einer deutschsprachigen Ausstrahlung. Die erste Staffel vom 25. April bis zum 23. Mai 2018 mittwochs auf dem Sender VOX in Doppelfolgen gesendet. Zunächst strahlte der Sender Imposters zur Hauptsendezeit, um 20:15 Uhr, aus. Nach zwei Wochen verschob VOX die Ausstrahlung auf 22:05 Uhr, da die Einschaltquoten weit unter Senderschnitt lagen. Die Sendung der zweiten Staffel erfolgte ab dem 14. November 2018 in Doppelfolgen gegen 23 Uhr auf VOX. Die Folgen waren nach der Ausstrahlung je eine Woche auf der Videoplattform TVNOW zu sehen. Aufgrund schlechter Einschaltquoten setzte VOX die deutsche Ausstrahlung am 5. Dezember 2018, eine Woche vor dem geplanten Finale ab. Die verbliebenen beiden Folgen wurden mit der zweiten Staffel 2019 durch Streaminganbieter veröffentlicht und 2020 auf dem Streamingsender Now! veröffentlicht.

#### International
Die von Universal Cable Production vertriebene Serie hatte starke internationalen Verkäufe, Imposters wurde unter anderem von dem Streamingdienst Stan in Australien, W Network in Kanada, Virgin Media in Großbritannien, dem Pay-TV-Sender Premium Stories in Italien, in Schweden, Norwegen, Serbien, Polen, Kroatien, Russland und Belgien ausgestrahlt.

### Entwicklung der Zuschauerzahlen

#### Vereinigte Staaten
Die Premiere der Serie wurde von 655.000 Zuschauern gesehen. Sie folgte auf eine Episode der Reality-TV-Serie The Real Housewives of Beverly Hills, verlor dabei mehr als die Hälfte der Zuschauer und zeigte sich nicht sehr kompatibel auf sein Lead-in. Im Schnitt hatte die erste Staffel 1,4 Millionen Zuschauer je Episode (unter Berücksichtigung der Erstausstrahlung und der folgenden Woche), wobei der Anteil der 18- bis 49-Jährigen mit dem zweiten Teil der Staffel zunahm. Bezieht man das zeitversetzte Fernsehen ein, so zählte Imposters zu den Top 10 Kabelserien der Zielgruppe.
Der zweite Staffelstart von Imposters wurde wenig beworben, da die Serie auf Netflix gut lief und Bravo hoffte, dies würde für einen Quotenschub sorgen, zudem gab es mit der Reality-TV-Serie Southern Charm ein schwächeres Lead-In. So verlor die zweite Staffel einen großen Teil der Live-Zuschauer, mit 441.000 Zuschauern und einem Rating von 0,14 fiel im Vergleich zur Pilotfolge um 0,07 Rating-Punkte und zum Finale der ersten Staffel um 0,14 Punkte ab. Durchschnittlich kam die zweite Staffel auf ein Rating von 0,13 und 419.000 Zuschauer unter den 18- bis 49-Jährigen am Tag der Ausstrahlung und dem folgenden Tag. Dies war in beiden Fällen ein Rückgang von rund 50 Prozent im Vergleich zur ersten Staffel. Aufgrund der schlechten Einschaltquoten wurde die Serie abgesetzt.
Auf Netflix zeigte sich die Serie wesentlich erfolgreicher, auch nach Absetzung der Fernsehserie. So stand Imposters laut Nielsen 2021 mit jeweils mehr als 270 Millionen gesehenen Minuten mehrere Wochen in den Top 10 der meistgesehenen zugekauften Streamingserien und war dabei einer der wenigen Neuzugänge unter fest etablierten Sendungen wie Grey’s Anatomy, Navy CIS oder The Blacklist.
| Imposters: Zuschauer DE (Tausend)Quelle: |

#### Deutschland
In Deutschland schlug der Serienstart in direkter Konkurrenz zum Champions-League-Halbfinale zwischen FC Bayern München und Real Madrid quotentechnisch fehl. Die Doppelfolge hatte auf VOX eine Reichweite von 690.000 beziehungsweise 590.000 Zuschauern. Die Marktanteile der 14- bis 49-Jährigen sanken von 2,9 Prozent auf später nur noch 2,4 Prozent, die Reichweite der Zielgruppe lag somit bei nur 290.000 und 260.000 Zuschauern. Der negative Trend setzte sich in der zweiten Woche fort, sodass die Serie von der Primetime auf eine spätere Sendezeit verschoben wurde. Dadurch verlor sie zwar nur wenige Zuschauer, konnte den Marktanteil jedoch bis zum Ende der ersten Staffel nicht entscheidend steigern.
Auch in der zweiten Staffel schaffte VOX es nicht, die Serie in Deutschland zu etablieren, die Einschaltquoten fielen sogar noch weiter ab. Aufgrund des erfolgreichen Serienstarts von The Good Doctor verschob der Sender Imposters auf spätere Sendezeiten hinter die neu gestartete Eigenproduktion Milk & Honey, so dass die Doppelfolgen bis weit nach Mitternacht liefen, was die Quoten weiter belastete. Besonders schlecht schnitt die Serie in der Zielgruppe ab, mit weit unterdurchschnittlichen Marktanteilen von teils unter 3 Prozent. Kurz vor dem Finale warf VOX Imposters ganz aus dem Programm, nachdem die Serie nur noch 0,21 Millionen Zuschauer, darunter etwa 80.000 aus der Zielgruppe, erreichte. Damit war die Serie Quoten-technisch einer der größten Flops des Fernsehjahres 2018.

## Episodenliste

### Staffel 1
| Nr. (ges.) | Nr. (St.) | Deutscher Titel          | Originaltitel                          | Erstausstrahlung USA | Deutschsprachige Erstausstrahlung (D) | Regie            | Drehbuch                     | Zuschauer (USA) | Zuschauer (Deutschland) |
| --- | --------- | ------------------------ | -------------------------------------- | -------------------- | ------------------------------------- | ---------------- | ---------------------------- | --------------- | ----------------------- |
| 1 | 1         | Sie ist weg              | My So-called Wife                      | 7. Feb. 2017         | 25. Apr. 2018                         | Adam Brooks      | Adam Brooks & Paul Adelstein | 0,655 Mio.      | 0,69 Mio.               |
| Ezra Bloom ist frisch verheiratet mit Ava und arbeitet erfolgreich im Familienbetrieb, bis sein ganzes Leben zusammenbricht, als Ava mit all seinen Ersparnissen verschwindet und sich als Trickbetrügerin herausstellt. Ezra ist am Boden zerstört, bis Richard auftaucht, der Ava ebenfalls zum Opfer gefallen ist. Gemeinsam begeben sie sich auf die Suche nach ihr. Ava, mit richtigem Namen Maddie Jonson, bereitet sich mit ihren Komplizen Max und Sally schon auf den nächsten Auftrag vor. Diesen erhält Max von ihrem gefährlichen Boss, dem „Doktor“: Maddie soll in Seattle den Bankier Gary Heller ausnehmen. |           |                          |                                        |                      |                                       |                  |                              |                 |                         |
| 2 | 2         | Auf die harte Tour       | My Balls, Dickhead                     | 14. Feb. 2017        | 25. Apr. 2018                         | Adam Brooks      | Kathy Greenberg & Emily Cook | 0,661 Mio.      | 0,59 Mio.               |
| Maddie beginnt als Assistentin von Heller an der Bank und kommt ihm so näher, während Sal als Putzfrau große Mengen Bargeld in seinem Haus findet und Max als IT-Experte Zugang zu Hellers Computer erhält. Ezra und Richard geht auf der Suche nach Maddie das Geld aus, deshalb versuchen sie sich selbst an kleinen Trickbetrügereien. Sie bestehlen nur Leute, die es nach ihrer Meinung verdienen, und finden bald gefallen daran. Als sie schließlich am Ziel ihrer Suche ankommen, treffen sie jedoch nicht auf Maddie, sondern auf Jules, ein weiteres Opfer von Maddie und diesmal eine Frau. |           |                          |                                        |                      |                                       |                  |                              |                 |                         |
| 3 | 3         | Offen für alles          | We Wanted Every Lie                    | 21. Feb. 2017        | 2. Mai 2018                           | Adam Brooks      | Andy Parker                  | 0,627 Mio.      | 0,64 Mio.               |
| Die Künstlerin Jules, die durch den Heiratsschwindel noch immer psychisch belastet ist, entpuppt sich als talentierte Trickbetrügerin und schließt sich der Suche nach Maddie an. Gemeinsam finden die drei Maddies Heimatort heraus und fahren dorthin. Maddie verliebt sich unterdessen in die Zufallsbekanntschaft Patrick, einen Tech-Millionär, vernachlässigt ihre Arbeit und weist Hellers Annäherungsversuche entgegen ihrem Auftrag zurück. Max findet heraus, dass Heller den Doktor bei der Geldwäsche betrügt. Der Doktor ordnet daraufhin an, Heller vollständig zu vernichten. Zudem ist er beunruhigt von Maddie und setzt die knallharte Lenny Cohen auf sie an.                                                                  |           |                          |                                        |                      |                                       |                  |                              |                 |                         |
| 4 | 4         | Gemischte Gefühle        | Cohen. Lenny Cohen.                    | 28. Feb. 2017        | 2. Mai 2018                           | Adam Brooks      | Adam Brooks & Paul Adelstein | 0,745 Mio.      | 0,60 Mio.               |
| Jules und Richard laden sich als Bekannte von Maddie bei ihrer Mutter ein. Derweil erkundet Ezra das Haus und trifft auf den dementen Vater, dem er das Handy stiehlt. Damit können sie Maddies Position in Seattle ermitteln. Heller überrascht Maddie, als sie mit Patrick ausgeht, und traut ihr nicht mehr. Lenny Cohen besucht Maddie und drängt sie, ihre Arbeit gewissenhafter zu erledigen. Heller bemerkt, dass Sal sein Geld gefunden hat, er vermutet, dass sie für den Doktor arbeitet, und es kommt zum Kampf. Maddie findet daraufhin Heller tot und Sal blutverschmiert mit Hellers Geld vor und schickt Sal fort. |           |                          |                                        |                      |                                       |                  |                              |                 |                         |
| 5 | 5         | Zurück im Spiel          | Is a Shark Good or Bad?                | 7. März 2017         | 9. Mai 2018                           | Adam Brooks      | Adam Brooks & Paul Adelstein | 0,701 Mio.      | 0,56 Mio.               |
| Ezra, Richard und Jules beschaffen mit Trickdiebstählen Geld für die Fahrt nach Seattle. Lenny Cohen räumt den Tatort auf, Maddie legt auf Arbeit eine falsche Fährte, Heller habe sich mit veruntreutem Geld ins Ausland abgesetzt, und Max findet schließlich Sal, die mit Hellers Geld und Max fliehen will. Er gibt vor, sie zu begleiten, treibt Sal aber stattdessen in die Arme von Lenny Cohen, die sie fortbringt. Maddie sucht Trost bei Patrick. Am Morgen empfängt Max sie mit einem neuen Auftrag des Doktors: Maddie soll Patrick ausnehmen. Sie sträubt sich, doch der Doktor bedroht ihr Leben. Als sie wieder allein ist, wird sie von Ezra, Richard und Jules überrascht.                                                       |           |                          |                                        |                      |                                       |                  |                              |                 |                         |
| 6 | 6         | Ungebetene Gäste         | The Maddie Code                        | 14. März 2017        | 9. Mai 2018                           | Marta Cunningham | Neena Beber                  | 0,872 Mio.      | 0,47 Mio.               |
| Ezra, Richard und Jules fordern ihr Geld von Maddie. Doch sie schafft es, zu entkommen. Die drei beobachten Maddie daraufhin mit Patrick und beschließen, ihr Geld zurückzuholen, wenn Maddie Patrick ausnimmt. Sie erscheinen daraufhin bei Patrick auf einer Party und geben vor, Maddie zu kennen. Doch Max kommt, bedroht sie und bricht Richards Finger. Als die drei daher aufbrechen, erfährt Ezra, dass sein Vater einen Herzinfarkt hatte, und begibt sich nach Hause. Richard beschließt, Patrick vor Maddie zu warnen. Als er ihm folgt, beobachtet er jedoch, dass Patrick und seine vermeintliche Familie für das FBI arbeiten. |           |                          |                                        |                      |                                       |                  |                              |                 |                         |
| 7 | 7         | Frosch Bikini Eiffelturm | Frog-Bikini-Eiffel Tower               | 21. März 2017        | 16. Mai 2018                          | Wayne Yip        | Sheila Lawrence              | 0,804 Mio.      | 0,42 Mio.               |
| Ezras Vater hat sich entschlossen, das Familienunternehmen den Söhnen zu übertragen. Ezra entscheidet sich jedoch gegen das Angebot und kehrt zurück. Unterdessen befürchten Richard und Jules, vom FBI beschattet zu werden, und versuchen Rat von Anwälten zu erhalten. Patrick fliegt mit Maddie in den Urlaub. Dort macht er ihr mit einem kostbaren Verlobungsring einen Heiratsantrag, sie nimmt diesen jedoch nicht an, weil sie echte Gefühle für ihn empfindet, und schlägt vor, gemeinsam zu fliehen, doch Patrick lehnt den Vorschlag ab. |           |                          |                                        |                      |                                       |                  |                              |                 |                         |
| 8 | 8         | Willkommen im Club       | In The Game                            | 28. März 2017        | 16. Mai 2018                          | Wayne Yip        | Kathy Greenberg & Emily Cook | 0,637 Mio.      | 0,31 Mio.               |
| Ezra, Richard und Jules erzählen Maddie, dass Patrick FBI-Agent ist. Sie will zunächst flüchten, fasst dann aber einen anderen Plan. Maddie schlägt Patrick einen Handel vor: Die Hochzeit soll stattfinden und der Doktor soll mit 500.000 Dollar des FBI, die angeblich Heller zurückgelassen hat, zur Hochzeit gelockt werden. Im Gegenzug will Maddie Immunität und ein neues Leben starten. In Wahrheit lernt sie jedoch gemeinsam mit Max Ezra, Richard und Jules an, um das FBI zu bestehlen, den Doktor auszuzahlen und dann vor dem FBI zu fliehen. Doch dann wird Ezra vom FBI wegen Trickbetrugs verhaftet. |           |                          |                                        |                      |                                       |                  |                              |                 |                         |
| 9 | 9         | Der Nächste, bitte       | Ladies and Gentlemen, The Doctor Is In | 4. Apr. 2017         | 23. Mai 2018                          | Paul Adelstein   | Andy Parker                  | 0,805 Mio.      | 0,46 Mio.               |
| Ezra soll gegen Maddie ermitteln. Er gibt vor, mit dem FBI zu kooperieren, arbeitet aber im Geheimen mit Maddie zusammen. Die Vorbereitungen für den großen Coup zur Hochzeit laufen. Das FBI lassen sie glauben, der Doktor käme zur Hochzeit, doch es wird Max sein, der sich als Doktor ausgibt. Jules arbeitet an einem Kunstwerk, mit dem das Geld ausgetauscht werden soll. Richard übt das Einbrechen und Kurzschließen von Autos mit Max und versteht sich mit ihm immer besser. Maddie erfährt, dass Max Sally verraten hat und ist erschüttert. |           |                          |                                        |                      |                                       |                  |                              |                 |                         |
| 10 | 10        | Kein Blick zurück        | Always Forward, Never Back             | 11. Apr. 2017        | 23. Mai 2018                          | Adam Brooks      | Adam Brooks & Paul Adelstein | 0,801 Mio.      | 0,37 Mio.               |
| Während der Hochzeit wird der Geldkoffer des FBI ausgetauscht und Max kann mit ihm wegfahren, weil Richard die Autos der FBI-Agenten kurzgeschlossen hat. Maddie entkommt mithilfe von Jules und Ezra. Max und Maddie planten, die anderen drei zu verraten. Doch Maddie täuscht Max als Rache für den Verrat an Sally und spielt sein Geld dem FBI in die Hände. Als sie den teuren Verlobungsring holen will, ist dieser jedoch verschwunden. Ezra, Richard und Jules warten vergeblich auf Maddie und Max und fahren schließlich allein davon, während Maddie sie aus einiger Entfernung beobachtet. Auf der Fahrt stellt sich heraus, dass Ezra den Ring hat. Lenny Cohen erhält daraufhin vom Doktor den Auftrag, die Beteiligten zu suchen. |           |                          |                                        |                      |                                       |                  |                              |                 |                         |

### Staffel 2
| Nr. (ges.) | Nr. (St.) | Deutscher Titel              | Originaltitel                    | Erstausstrahlung USA | Deutschsprachige Erstausstrahlung (D) | Regie          | Drehbuch                                         | Zuschauer (USA) | Zuschauer (Deutschland) |
| ---------- | --------- | ---------------------------- | -------------------------------- | -------------------- | ------------------------------------- | -------------- | ------------------------------------------------ | --------------- | ----------------------- |
| 11         | 1         | Fersengeld                   | Fillion Bollar King              | 5. Apr. 2018         | 14. Nov. 2018                         | Adam Brooks    | Jeremy Boxen                                     | 0,441 Mio.      | 0,48 Mio.               |
| 12         | 2         | Gut in Form                  | Trouble Maybe                    | 12. Apr. 2018        | 14. Nov. 2018                         | Adam Brooks    | Adam Brooks & Paul Adelstein                     | 0,394 Mio.      | 0,30 Mio.               |
| 13         | 3         | Abgerechnet wird zum Schluss | Old Unresolved S…                | 19. Apr. 2018        | 21. Nov. 2018                         | April Mullen   | Andy Parker                                      | 0,397 Mio.      | 0,22 Mio.               |
| 14         | 4         | Auf zur Jagd                 | Andiamo                          | 26. Apr. 2018        | 21. Nov. 2018                         | April Mullen   | Kathy Greenberg & Emily Cook                     | 0,349 Mio.      | 0,15 Mio.               |
| 15         | 5         | Ganz bestimmt vielleicht     | Maybe/Definitely                 | 3. Mai 2018          | 28. Nov. 2018                         | Sheree Folkson | Dean Imperial                                    | 0,453 Mio.      | 0,29 Mio.               |
| 16         | 6         | Am Haken                     | That’s Enough. Off You Go.       | 10. Mai 2018         | 28. Nov. 2018                         | Sheree Folkson | Elisa Climent                                    | 0,407 Mio.      | 0,17 Mio.               |
| 17         | 7         | Der Feind in meiner Küche    | Maid Marian On Her Tip-Toed Feet | 17. Mai 2018         | 5. Dez. 2018                          | Nick Gomez     | Jeremy Boxen                                     | 0,444 Mio.      | 0,21 Mio.               |
| 18         | 8         | Bettgeflüster                | Phase Two Sucks                  | 24. Mai 2018         | 5. Dez. 2018                          | Nick Gomez     | Andy Parker                                      | 0,469 Mio.      | –                       |
| 19         | 9         | Heldenreise                  | The World Needs Heroes. Over.    | 31. Mai 2018         | –                                     | Tobias Datum   | Dean Imperial Idee: Kathy Greenberg & Emily Cook | 0,412 Mio.      | –                       |
| 20         | 10        | Showtime                     | See You Soon, Macaroon           | 7. Juni 2018         | –                                     | Adam Brooks    | Adam Brooks & Paul Adelstein                     | 0,487 Mio.      | –                       |

## Rezeption

### Kritiken
| Positiv - Entertainment Weekly - Focus - Frankfurter Allgemeine Zeitung - Neue Osnabrücker Zeitung - Paste - The Australian - The A.V. Club - The Globe and Mail - Observer - TVLine - TV Guide Eher positiv - The New York Times - The Sydney Morning Herald - SerienMagazin - Variety - We Got This Covered Gemischt - Common Sense Media - Serienjunkies.de - The Hollywood Reporter |

Die Presse nahm die erste Staffel von Imposters überwiegend positiv auf und meinte, dass die schwarze Komödie vor allem dank der überzeugenden Hauptdarstellerin Inbar Lavi funktioniere (The Hollywood Reporter, AV Club, Entertainment Weekly). Die Serie habe zwar nicht die cleverste Prämisse (Variety, AV Club, TV Guide), sei aber unterhaltsam und lustig. Imposters verfalle manchmal ins Seichte (Variety, TV Guide, Serienjunkies.de), auf der anderen Seite werde sie durch überraschende Wendungen spannend (Observer, TV Guide, TVLine). Diese Disharmonie zwischen Komödie und Drama stellte für einige Kritiker ein Problem dar (Hollywood Reporter, Serienjunkies.de, We Got This Covered), für andere machte dies gerade den Spaß der Serie aus (Variety, TV Guide, TVLine). Ungeteilt begeistert zeigte sich die Kritik von Uma Thurman, die Schwung in die Handlung bringe. Auch Parker Young zeige großes komödiantisches Talent bei der Darstellung des liebenswerten Kumpels mit wenig Verstand (Hollywood Reporter, TV Guide, TVLine). Der Großteil der Kritiker kam zu dem Schluss, Imposters sei zwar kein Meisterwerk, aber dennoch eine unerwartet lustige Serie.

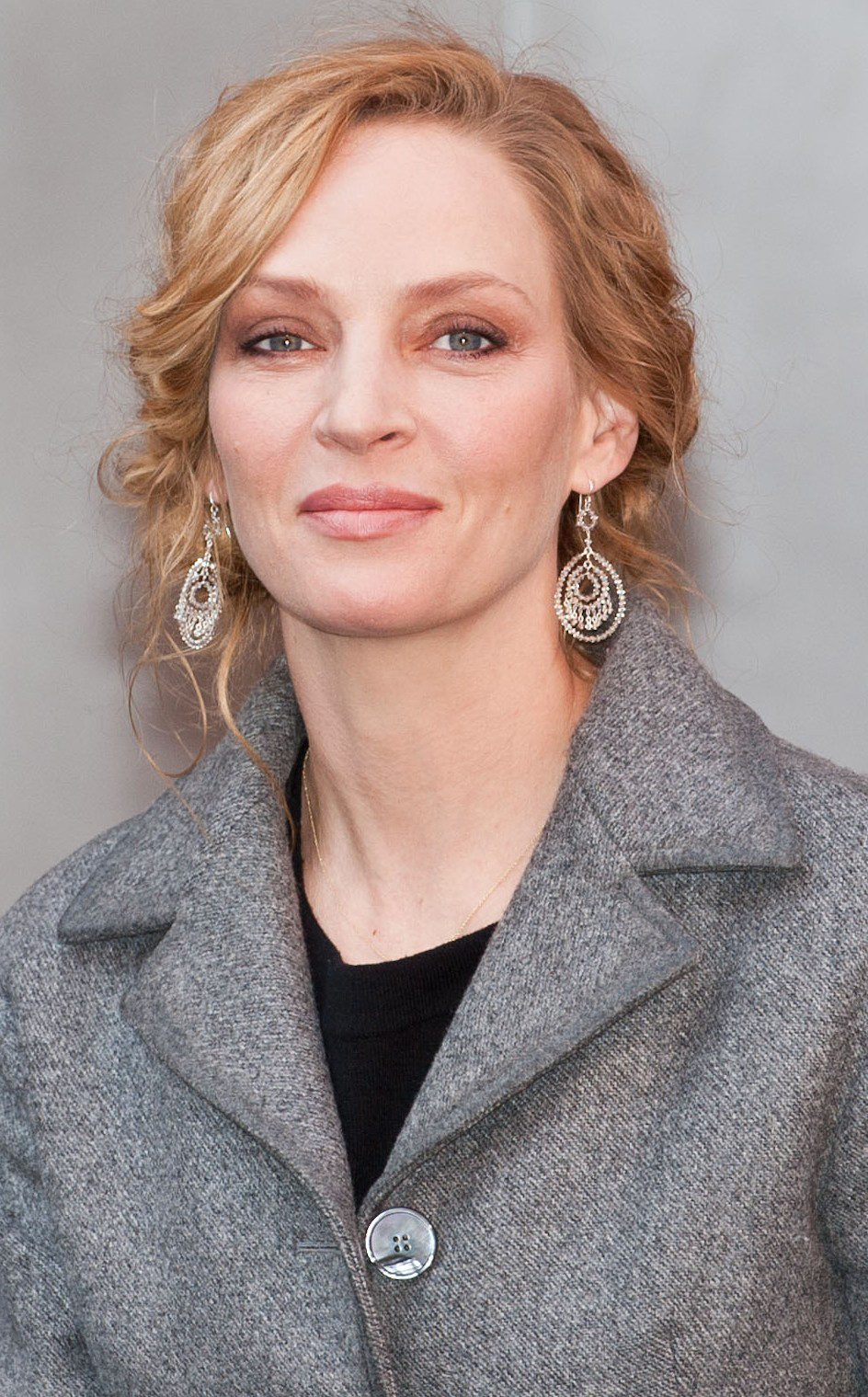
Uma Thurman erntete für ihre Nebenrolle ungeteiltes Lob.

Daniel Fienberg vom The Hollywood Reporter äußerte sich zur Serie kritisch. Wenngleich Imposters nicht die Schlechteste des Überangebots von Trickbetrüger-Serien sei, komme man mit geringem Einsatz, einem unsicheren Ton, austauschbaren Hauptdarstellern und einer insgesamt biederen Produktion nur zu einem niedlichen und unverfänglichen („cute and innocuous“) Auftritt. Dennoch zeigte er sich von Parker Young und Uma Thurman begeistert. Teile der Handlung seien auch tatsächlich lustig. Die Hauptprobleme der Serie sah Fienberg jedoch darin, dass für die Hauptfiguren nichts auf dem Spiel stehe und man nicht wisse, mit wem man sympathisieren solle. Dass Fienberg dennoch zu einem positiven Schluss kam, lag für ihn an der überzeugenden schauspielerischen Leistung Inbar Lavis.
Auch Sonia Saraiya vom Branchenblatt Variety sah in der Frage, mit wem man mitfiebern soll, eine zentrale Instabilität, sie kam aber zu einem anderen Schluss: dies sei ein Grund, warum Imposters so viel Spaß mache. Die überraschend lustige Serie gehe mit unterschiedlichem Erfolg den schmalen Grat zwischen Primetime-Seifenoper und Buddy-Komödie. Das unterhaltsamste der Fernsehserie sei das Trio Heaps, Young und Rendón. Die Elemente von Drama und Komödie seien dabei eng verwoben. In einer stark drängenden Handlung wüchsen die Figuren charakterlich. Saraiya nannte die Serie absurd und stimmungsmäßig inkonsistent („ridiculous, tonally inconsistent“), dennoch schaffe sie es dem Zuschauer diese lustige, unerwartete Reise schmackhaft zu machen. Gerade Thurmans Auftritt könne man nur genießen. Sie kam zu dem Schluss, dass Imposters zu viel Spaß habe, um ernstere Fragen zu beantworten.
Der Fernsehkritiker John Doyle der kanadischen Tageszeitung The Globe and Mail freute sich darüber, bei Imposters endlich eine weibliche, starke und manipulative Antiheldin in der Hauptrolle zu sehen. Die fesselnde Frage, für wen man sei, treibe die mal düstere, mal zynische Komödie an. Doyle meint, wenngleich die Serie kein Meisterwerk des seriösen Dramas sei („no masterpiece of serious-minded drama“), so machen die ersten Minuten von Imposters dennoch süchtig.
Der US-amerikanische Kritik-Aggregator Metacritic ermittelt eine Durchschnittsbewertung von 70/100 Punkten entsprechend „Grundsätzlich wohlwollender“ Besprechungen. Rotten Tomatoes erfasst für die Serie 93 % wohlwollende Besprechungen und fasst als Konsens zusammen: „Imposters vermischt Slapstick-Komödie, erstklassiges Drehbuch, unerwartete Wendungen und eine bemerkenswerte Hauptdarstellung mit überzeugenden – und überraschend ehrgeizigen – Ergebnissen.“

### Auszeichnungen
Imposters erhielt bei den Women's Image Network Awards 2018 eine Nominierung für den WIN Award der Kategorie Dramaserie. Inbar Lavi gewann den WIN Award als Schauspielerin einer Dramaserie.